# Carl Berners plass stasjon
Carl Berners plass stasjon är en tunnelbanestation i Oslo. 
Stationen ligger ca 150 meter öster om knutpunkten Carl Berners plass i Oslo. Stationen öppnades 1966 som en del av Grorudbanen, men har efter utbyggningen 2006 övergångar mellan Grorudbanen och T-baneringen. Stationen ligger under jord, med ingång från båda sidor av Grenseveien.